# Krystyna Skowrońska
Krystyna Skowrońska (Mielec; 22 de Julho de 1954 — ) é um político da Polónia. Ela foi eleito para a Sejm em 25 de Setembro de 2005 com 16479 votos em 23 no distrito de Rzeszów, candidato pelas listas do partido Platforma Obywatelska.
Ele também foi membro da Sejm 2001-2005.